# 渋川昔尹
渋川 昔尹（しぶかわ ひさただ、天和3年（1683年）－正徳5年4月4日（1715年5月6日））は、江戸時代前期の江戸幕府天文方。渋川春海の長男。幼名亀之助。通称図書。
元禄12年（1699年）に将軍徳川綱吉に拝謁する。同年、彼の名義で『天文成象』が刊行される。この著は専ら父・春海の筆によるところが大きいとも言われている。父・春海の昔尹に対する期待は大きく、正徳元年（1711年）に春海は隠居して天文方の地位を昔尹に譲ったが、その4年後に昔尹は33歳で急死した。衝撃を受けた父・春海も10月6日（1715年11月1日））に後を追うように病死した。